# In buona fede
In buona fede (Shovel Ready) è un romanzo noir e cyberpunk dello scrittore e giornalista statunitense Adam Sternbergh pubblicato nel 2014, ambientato in una distopica New York del futuro.
È previsto un seguito del romanzo ed è in corso di produzione un adattamento cinematografico a prodotto dalla Warner Bros.
Il titolo originale Shovel Ready (letteralmente "pronto per la vanga") è un neologismo inglese che sta a indicare la fase di un progetto in cui la manovalanza è già stata reclutata ed è pronta per essere impiegata.

## Trama
(Adam Sternbergh, In buona fede)
Spademan è un sicario senza scrupoli di coscienza; si ritiene un semplice strumento, una pallottola diretta verso l'obiettivo scelto da chi lo ha assoldato. Unica regola di Spademan, il cui vero nome non sarà mai rivelato, è quella di non accettare contratti che vedano come vittime designate minorenni. L'uomo è un ex netturbino e vive in una New York del futuro, sconvolta da disastrosi attentati e preda del degrado. Spademan è diventato un killer dopo che sua moglie è stata uccisa in un attentato nella metropolitana di New York; la donna è morta in una prima esplosione, seguita dallo scoppio di altri tre ordigni l'ultimo dei quali, costituito da una bomba sporca. L'attentato ha contaminato vaste aree e la grande mela non si è più ripresa dai danni; la desolazione della città, straziata dalla delinquenza e da quotidiani attentati, è amplificata dall'invenzione di una forma avanzata di realtà virtuale, la "limnosfera". I più ricchi passano il loro tempo immersi in un mondo fittizio mentre i loro corpi dormienti sono nutriti con flebo e accuditi da infermieri. Le strade, i negozi e i luoghi di aggregazione si sono svuotati e diventati terra di nessuno e anche Internet è stata progressivamente abbandonata, sostituita dall'elitaria rete che supporta lo scambio dei dati per il funzionamento della limnosfera.
Spademan viene contattato da un famoso e potente predicatore, T. K. Harrow, per trovare e uccidere sua figlia, che si fa chiamare Persephone ma il cui vero nome è Grace Chastity. Durante la ricerca il killer scopre che la ragazza è incinta. L'uomo quindi, non solo rifiuta l'incarico ma, contrariamente al suo stile di vita, si lascia coinvolgere dalla storia della ragazza, violentata dal padre, ceduta dallo zio a trafficanti di esseri umani, e ricercata da altri assassini prezzolati. L'ex netturbino decide quindi di proteggere la ragazza nascondendola al padre e cercando di salvarla dalle grinfie dello psicopatico Simon Mago, psicopatica guardia del corpo del predicatore. Messa alle strette la ragazza si libera di un altro killer ingaggiato dal padre e fugge facendo perdere le sue tracce.
T. K. Harrow odia la figlia non accettandone i costumi sessuali molto disinvolti ma, dopo aver saputo della sua gravidanza, non ne desidera più la morte ma la vuole rintracciare per tenerla sotto custodia. Dopo aver imprigionato Spademan nella limnosfera e averlo fatto picchiare virtualmente, ma non per questo meno dolorosamente, uno stretto collaboratore di Harrow, Mr. Milgram, gli propone un patto: in cambio di Grace Chastity gli consegneranno uno degli attentatori di New York su cui Spademan potrà vendicarsi per l'uccisione della moglie. Dopo aver rintracciato la ragazza Spademan viene a sapere da questa che Harrow e soci hanno messo in piedi un agghiacciante progetto: centinaia di fedeli sono stati irretiti con il miraggio del paradiso in terra e resi schiavi nella limnosfera dove i ricchi possono sfogare su di loro i loro sadici istinti. Anche Rachel, una carissima amica d'infanzia di Grace Chastity, era stata vittima del progetto; stremata dalle indicibili torture cui era stata sottoposta, si era suicidata pur di liberarsi per sempre dalla schiavitù. Spademan finge di accettare il patto con Milgram e di voler riconsegnare la ragazza al padre ma mette in atto un piano per uccidere Harrow, distruggere il mondo virtuale organizzato dal pastore, ed eliminarne tutti i complici. Per attuare il progetto Spademan viene aiutato da un amico, Mark Ray, esperto di limnosfera, introdottosi di nascosto nel mondo virtuale di Harrow per sabotarlo dall'interno e dallo stesso Simon Mago che rivela di essere lui il padre del bambino che Grace Chastity sta aspettando. Spademan uccide T. K. Harrow, Milgram e i suoi complici, libera gli uomini prigionieri nella limnosfera ma non riesce a uccidere Simon Mago che fugge indisturbato.

## Personaggi
SpademanEx netturbino di trentaseienne, vedovo e killer a pagamento. Uccide preferibilmente le sue vittime con un taglierino durante il sonno artificiale indotto dalla limnosfera. Non ha scrupoli ad assassinare chiunque, purché sia maggiorenne.
Grace Chastity HarrowDa pochissimo diciottenne, si fa chiamare Persephone ed è scappata di casa dopo essere stata a lungo vessata e violentata dal padre. È capace di violente e spietate reazioni quando messa alle strette.
T. K. HarrowRicco e potente predicatore, il padre perverso e incestuoso di Grace Chastity.
Mr. MilgramStretto collaboratore di T. K. Harrow.
Lyman HarrowLo zio di Grace Chastity, cui la ragazza inizialmente si rivolge. L'uomo pur di liberarsene, la cede a dei trafficanti d'uomini che vengono immediatamente uccisi dalla ragazza stessa. Lyman verrà a sua volta assassinato da Spademan dopo aver ottenuto da lui le informazioni per trovare Grace Chastity.
Simon MagoGuardia del corpo prima di Grace Chastity, poi di T. K. Harrow. Inizialmente incaricato dal predicatore di ritrovare la ragazza per ucciderla, cambia idea e aiuta Spademan a metterla al sicuro, dopo aver saputo di essere lui padre del bambino che Grace Chastity sta aspettando.
Mark RayEx prete e amico di Spademan, dipendente dalla realtà virtuale in cui si rifugia nel tentativo di fuggire dai sensi di colpa per la morte di un amico di cui era innamorato.

## Edizioni
- (EN) Adam Sternbergh, Shovel Ready, 1ª ed., Random House, 2014,  p. 272, ISBN 978-0-385-34901-7.
- Adam Sternbergh, In buona fede, traduzione di Stefano Bortolussi, Open, Edizioni Piemme, 2014,  p. 280, ISBN 978-88-566-3532-4.